# Strage di Highland Park
Il 4 luglio 2022, ha avuto luogo una sparatoria durante la parata del 4 luglio in Highland Park, Illinois, Stati Uniti d'America, alle 10:14 del mattino, approssimativamente un quarto d'ora dopo l'inizio della parata.
Diversi sobborghi di Chicago hanno cancellato le celebrazioni del quarto luglio dopo la sparatoria.

## Le vittime
La sparatoria ha causato la morte di 7 persone e ne ha ferite altre 46. Le vittime erano tutti adulti, cinque dei quali sono decedute sulla scena ed altre due in ospedale. Le autorità messicane hanno detto che due degli uomini uccisi alla parata erano messicani. Uno di questi era un nonno di 78 anni che stava visitando la famiglia nella zona, l'altro era un uomo di 69 anni. Due delle vittime uccise erano ebree: una donna di 63 anni e un nonno di 88 anni. Tra le vittime uccise nella sparatoria c'era una madre di 64 anni di due figli. Degli altri che sono stati uccisi, due vittime erano una coppia sposata di 30 anni che ha partecipato alla parata con il loro figlio di due anni, che è sopravvissuto, ed è stato trovato a vagare non accompagnato.
Tra i feriti un bambino di otto anni, Cooper Roberts, è stato colpito al petto ed ha riportato lesioni al midollo spinale ed è rimasto paralizzato dalla vita in giù.

## L'accusato
Le autorità hanno arrestato il ventunenne Robert Eugene Crimo III otto ore dopo la sparatoria ed il 5 luglio lo hanno accusato di sette capi d'accusa di omicidio di primo grado.  Il giorno dopo ha confessato. L'ufficio dello sceriffo della contea di Lake ha dichiarato che è detenuto senza cauzione.  Un'udienza preliminare è stata fissata per il 28 luglio 2022.
Crimo è un rapper locale che aveva pubblicato canzoni e contenuti violenti sui social media. Le forze dell'ordine hanno identificato due precedenti incontri con Crimo: una chiamata al 911 nell'aprile 2019 riporta che aveva tentato il suicidio (in seguito a ciò fu preso in carico dai servizi di salute mentale) e un incidente del settembre 2019 riguardante presunte minacce da parte di Crimo a un membro della famiglia.
Sostenitore del presidente Donald Trump, Crimo ha frequentato raduni di estrema destra, spesso indossando abiti Da where's Waldo, e si è unito alle controproteste.

## Indagine
Le autorità di Highland Park hanno collaborato con l'FBI, la polizia di stato dell'Illinois e la polizia di Chicago durante un'indagine in corso. Dopo il suo arresto, la casa di Crimo a Highwood, un piccolo sobborgo appena a nord di Highland Park, fu perquisita dagli agenti dell'FBI.
La polizia della contea di Lake ha sostenuto che il killer ha pianificato l'attacco per settimane e che si è vestito con abiti femminili, nascondendo i suoi tatuaggi facciali per fuggire dalla scena dopo l'attacco, tra i partecipanti alla parata in preda al panico.
Il movente di Crimo non è ancora chiaro. L'Institute for Strategic Dialogue (ISD), una think-tank con sede a Londra ha detto che i suoi post sui social network gravitano verso ideologie di estrema destra e neofasciste.

## La reazione del Presidente Joe Biden
Il Presidente degli Stati Uniti d'America Joe Biden ha dichiarato di essere rimasto scioccato dall'insensata violenza armata e ha chiesto maggiori misure di controllo delle armi.
(Joe Biden, Dichiarazione del presidente Biden sulla sparatoria a Highland Park, Illinois.)